# Norbert Seeuws
Norbert Seeuws (* 19. August 1943 in Gent) ist ein ehemaliger belgischer Radrennfahrer und nationaler Meister im Radsport.

## Sportliche Laufbahn
Seeuws war im Bahnradsport und im Straßenradsport aktiv. Von 1966 bis 1979 war er Berufsfahrer. Seine Erfolge hatte er hauptsächlich auf der Bahn. Als Amateur siegte er mit Roger De Clercq, Roger De Wilde und André Oosterlinck in der nationalen Meisterschaft in der Mannschaftsverfolgung. 1964 wurde er Vizemeister. 1969 siegte er in der nationalen Meisterschaft in der Einerverfolgung. 1970 holte er mit Patrick Sercu den Titel im Zweier-Mannschaftsfahren. Dreimal konnte er ein Sechstagerennen gewinnen: 1969 in Charleroi mit Patrick Sercu, 1970 in Mailand mit Dieter Kemper und 1972 in Montreal mit Julien Stevens. Dazu kamen weitere Podiumsplätze bei Sechstagerennen in Europa und Amerika. Bei Straßenrennen hatte er keine Erfolge.